# Kiatisuk Senamuang
Kiatisuk Senamuang (in thai เกียรติศักดิ์ เสนาเมือง; Udon Thani, 11 agosto 1973) è un allenatore di calcio ed ex calciatore thailandese, di ruolo attaccante.

## Carriera
Con 127 partite disputate (secondo le statistiche della FIFA, 130 secondo altre fonti) è il primatista di presenze della Nazionale thailandese, mentre altre fonti riportano come primatista Tawan Sripan con 145 presenze. Nel 2013 gli viene affidata in via provvisoria la panchina della Nazionale thai, e l'anno successivo l'incarico gli viene confermato in via definitiva.

## Palmarès

### Giocatore

#### Competizioni nazionali
- Campionato vietnamita: 2

HAGL: 2003, 2004
- Supercoppa del Vietnam: 2

HAGL: 2003, 2004

### Allenatore

#### Nazionale
- Campionato dell'ASEAN di calcio: 1

Thailandia: 2016